# Smith & Wesson

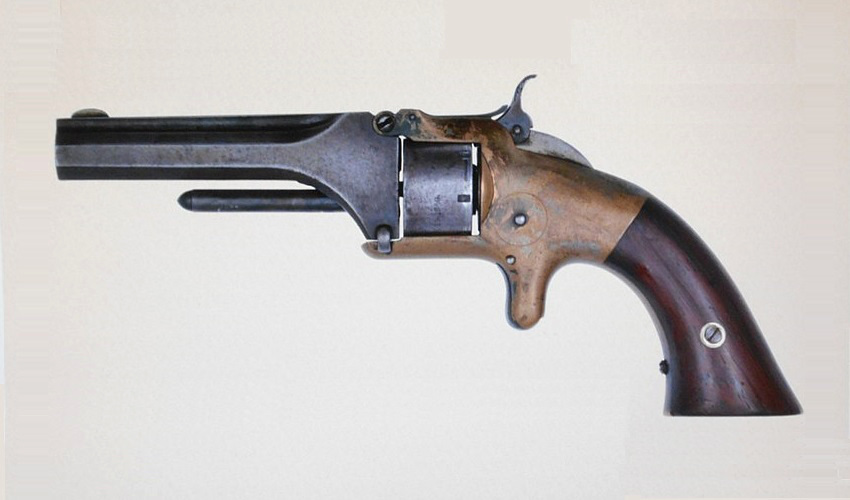
Smith & Wesson 1st Model, frühe Fertigung, Revolver mit aufklappbarem Lauf

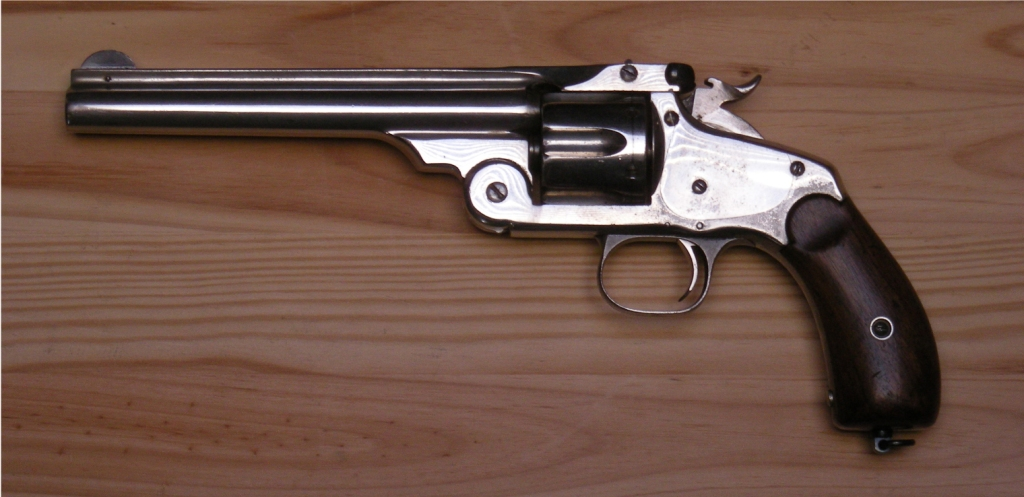
Smith & Wesson No. 3, New Model .44 Russian

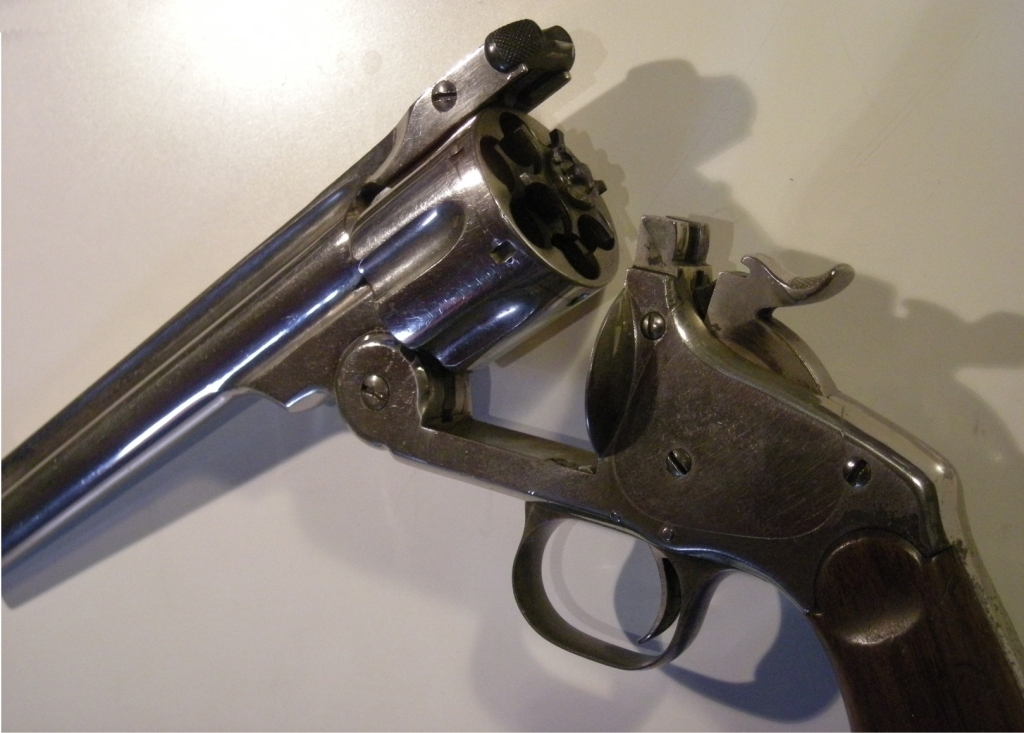
Smith & Wesson No. 3 geöffnet zum Nachladen

S & W Einzellader-Sportpistole mit Kipplauf, Kal .22

Die Smith & Wesson Brands Inc. (SWBI) (zuvor Smith & Wesson Corporation – S&W) ist Nordamerikas größter Hersteller von Handfeuerwaffen mit Sitz in Springfield (Massachusetts).

## Unternehmensgeschichte

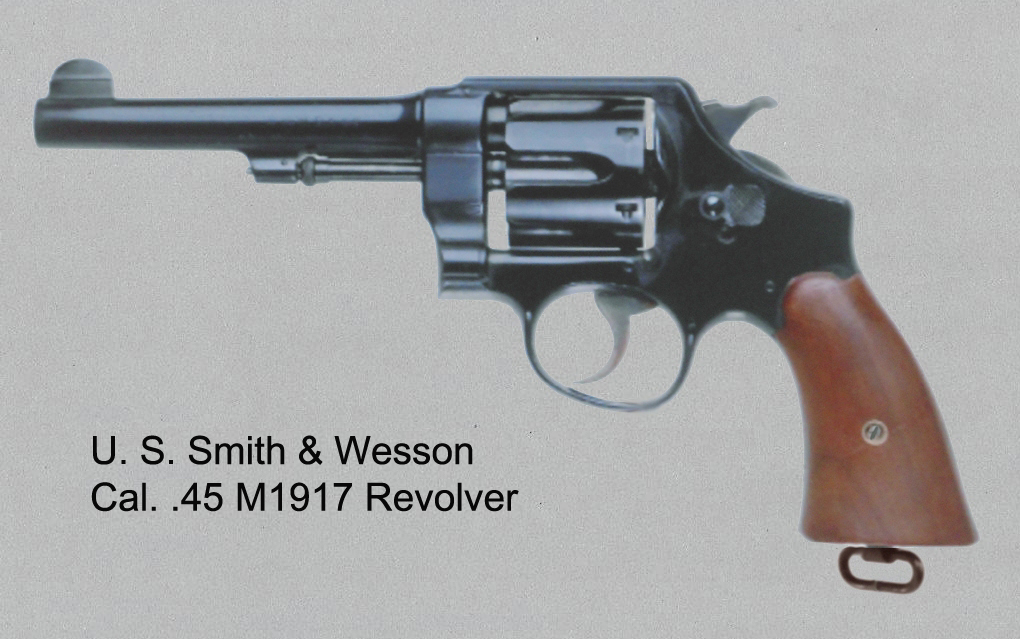
U.S. S & W 45 M1917 Revolver, aufgebaut auf dem „Handauswerfer“ N-Rahmen

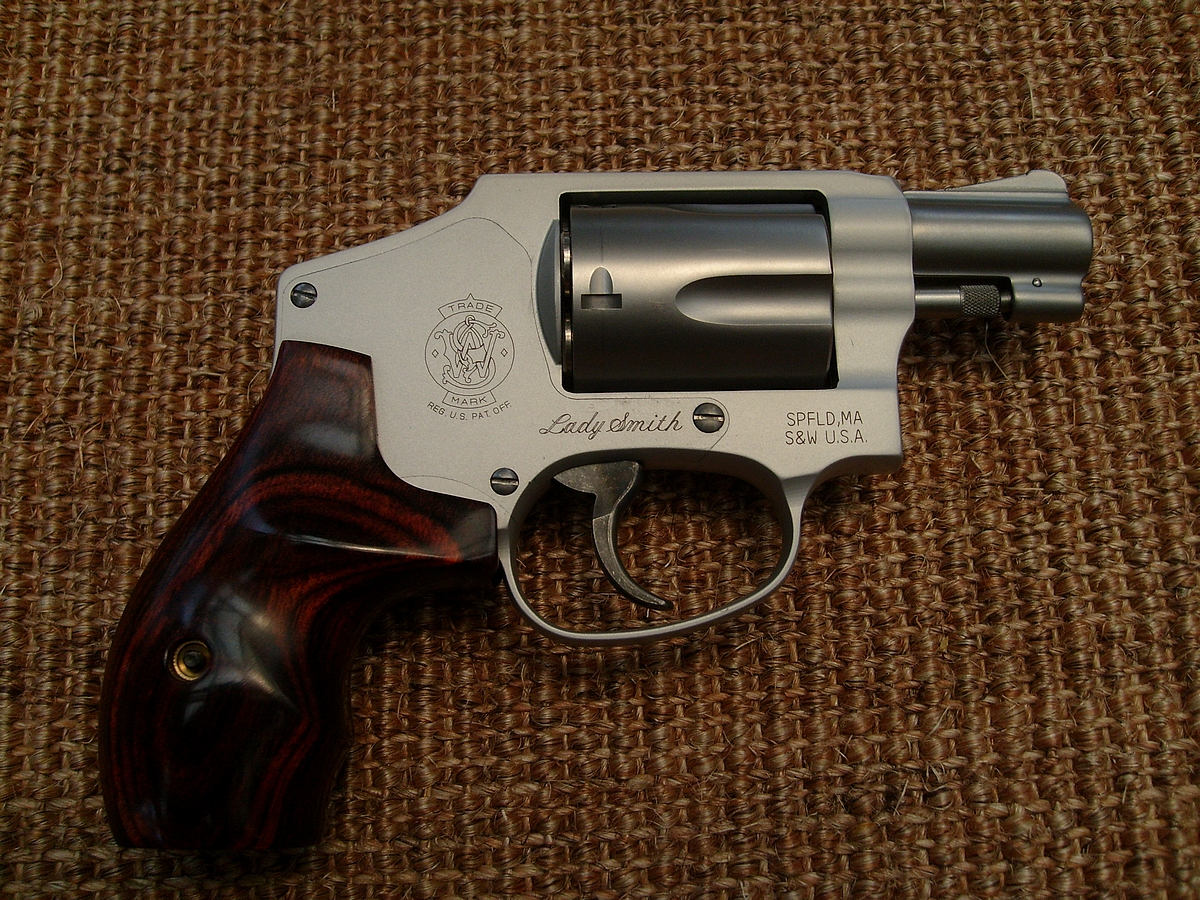
Taschenrevolver S & W Model 642 Ladysmith in .38 Special

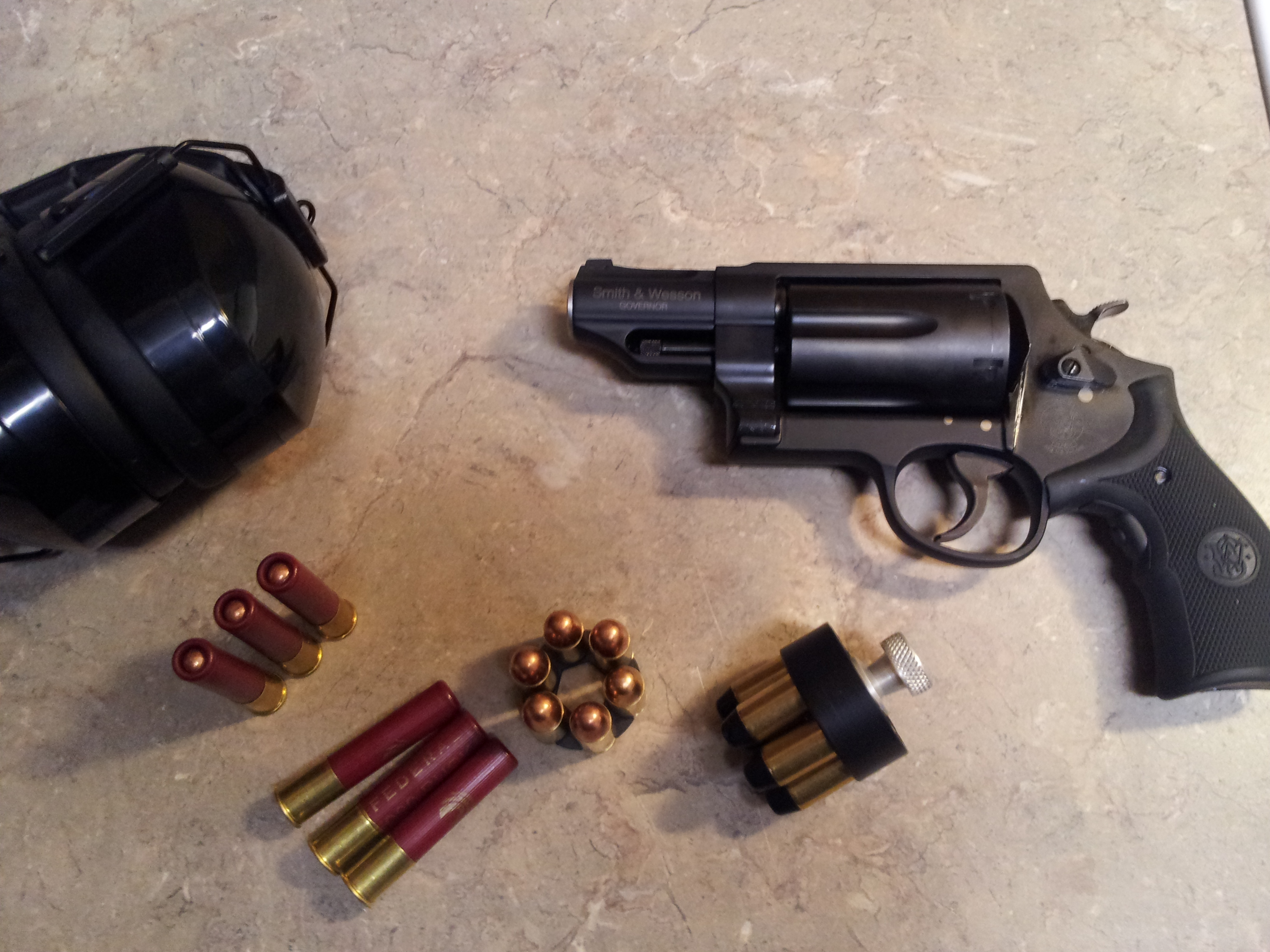
S&W Governor, verlängerte Trommel

Das Unternehmen wurde im Jahr 1852 von den Geschäftspartnern Horace Smith und Daniel Baird Wesson, unter dem Namen Smith & Wesson, Norwich, Connecticut, gegründet.
Nach Beginn der Partnerschaft 1852 entwickelten und patentierten Horace Smith und Daniel Wesson eine Magazinpistole, Vorgänger der Volcanic-Pistole, (US-Pat. 10535, Feb. 14 1854), Metallpatronen (US-Pat. 11496, Aug. 8. 1854) sowie die Volcanic-Patrone (US Pat. Jan. 1856) und begannen mit der Produktion von Volcanic-Pistolen und -Gewehren. Aufgrund finanzieller Schwierigkeiten, die Verkäufe liefen schlecht, verließen sie 1856 ihre Firma. Die Volcanic Repeating Arms Company wurde später von J. W. Post, einem Messerhändler, an Oliver Winchester übertragen. Winchester, Gründer der späteren „Winchester Repeating Arms Company“ führte die Volcanic Repeating Arms Company weiter und ließ die Volcanic-Unterhebelrepetierer durch B. Tyler Henry zur Henry-Rifle weiterentwickeln.
Die Partner gründeten ein neues Unternehmen und begannen mit der Entwicklung eines Revolvers, der Patronen verschießen konnte. Daniel B. Wesson hatte im August 1856 ein Holzmodell dieses Revolvers zum Verfeuern der .22 Short Patrone fertiggestellt. Im November 1856 trafen sich die Partner mit Rollin White, dem Inhaber des Patents für zylindrisch durchbohrte Revolvertrommeln (Rollin White Patent vom 3. April 1855), und übernahmen dieses gegen die Bezahlung von einer Royalty (25 Cents pro Waffe). Bereits im Jahr 1857 kam mit dem Modell Smith & Wesson No 1 der erste S&W-Revolver auf den Markt.
Der Zeitpunkt der Entwicklung von Patronenrevolvern erwies sich als günstig, da der fünf Jahre später ausbrechende Sezessionskrieg eine starke Nachfrage nach „Smith & Wesson“-Produkten auslöste. Nach dem Ende des Bürgerkriegs konnte sich Smith & Wesson am zivilen Markt mit seinem Modell No 3 etablieren. Mit dem Russian Model der Serie No 3 gelang es dem Unternehmen sogar, in den 1870er Jahren rund 130.000 Stück dieser Waffe in das zaristische Russland zu liefern. Mit der Einführung eines „sicheren“ Double Action Revolvers im Jahr 1886 war der Siegeszug des Unternehmens erreicht.
Einen weiteren Aufschwung erfuhr das Unternehmen während des Ersten Weltkriegs, als es Lieferengpässe von Faustfeuerwaffen auszugleichen galt. Im Jahr 1964 verkaufte die Familie Wesson das Unternehmen an den Mischkonzern Bangor Punta. 1984 wurde dieser Konzern und damit auch Smith & Wesson von der Lear Siegler Corporation übernommen. In der Folge konzentrierte sich Smith & Wesson wieder auf sein Kerngeschäft und Aktivitäten in anderen Wirtschaftsbereichen wurden aufgegeben. Lear Siegler wurde 1986 wiederum selber übernommen und weitgehend zerschlagen. Smith & Wesson wurde für 112,5 Millionen Dollar an den britischen Mischkonzern Tomkins plc verkauft. Im Jahr 2001 erwarben amerikanische Investoren um den Sicherheitsschlosshersteller Saf-T-Hammer Corporation (heute American Outdoor Brands Corporation) für 15 Millionen Dollar den Waffenhersteller. Inzwischen firmiert Smith  & Wesson als eigenständiges Unternehmen unter dem Firmennamen Smith & Wesson Brands Inc. 2020 wurde die Outdoor-Sparte ausgegliedert.

## Produkte

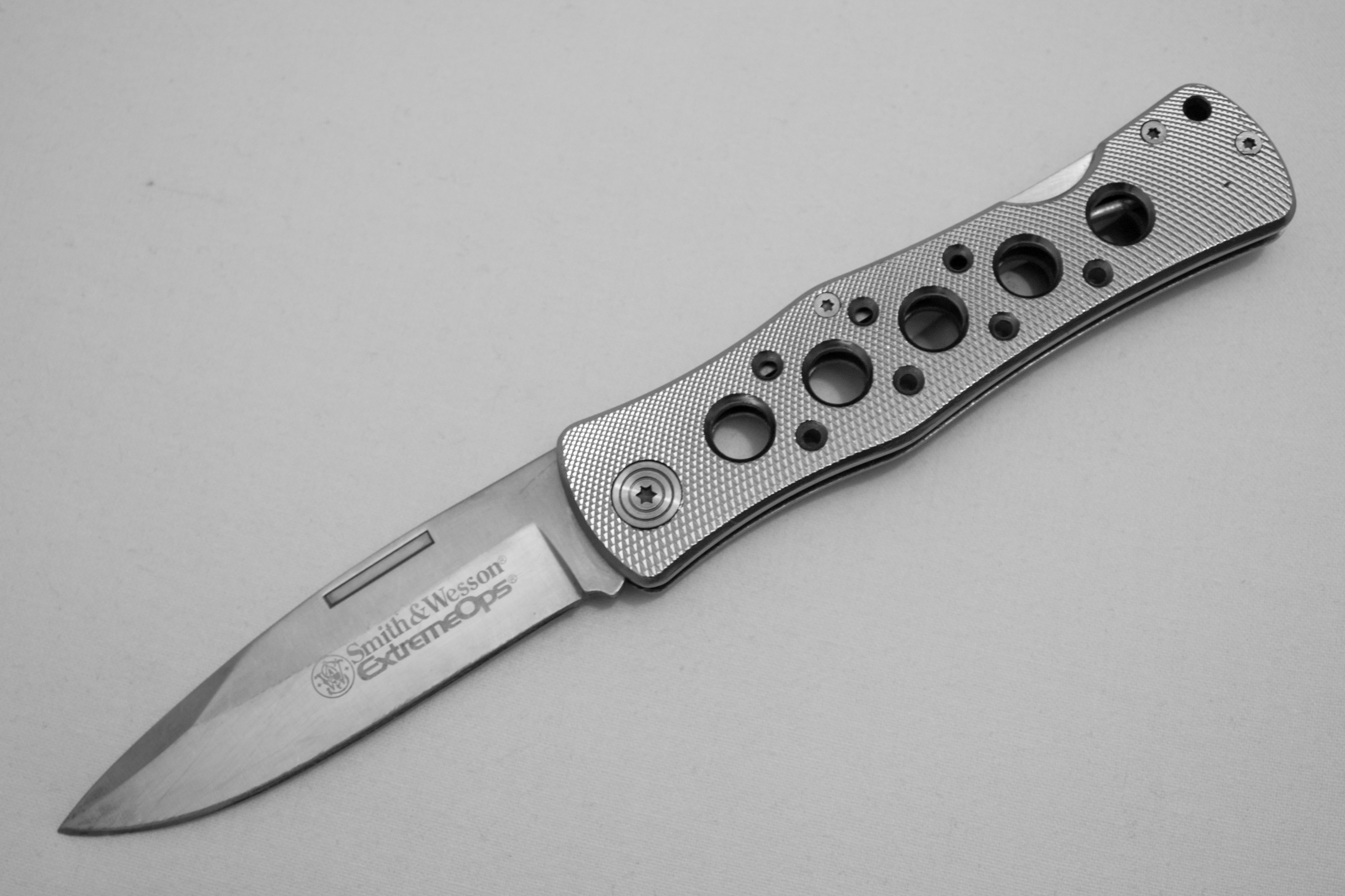
Smith & Wesson Extreme Ops

Die Partner Smith & Wesson stellen seit den 1850er Jahren hauptsächlich Handfeuerwaffen (Revolver, Pistolen) und Munition her. Später kam eine breite Produktpalette von Ausrüstungsgegenständen für Polizei- und andere Sicherheitskräfte hinzu: Handschellen, Fußfesseln und Fesselketten. Aus der Firma kamen Fischerruten und Fahrräder. Smith & Wesson-Produkte gelten im Hinblick auf Qualität, Sicherheit, Genauigkeit und Haltbarkeit als hochwertig.

### Die aufklappbaren Revolver
Die Smith & Wesson Model 1 und 1 1/2 waren die ersten von der Firma serienmäßig fabrizierten Revolver. (USA-Bezeichnung: Tip up revolver). Zum Nachladen musste der Lauf noch aufgeklappt und die leergeschossenen Hülsen mit dem unten am Lauf angebrachten Ausstoßer entfernt werden. Das siebenschüssige Modell No. 1 im Kaliber .22 kam im Januar 1858 auf den Markt. Die ersten Modelle hatten einen Rahmen aus Messing, später wurde auf Stahl umgestellt. Das fünfschüssige Model 1½ hatte einen etwas größeren Rahmen. Es entsprach konstruktiv dem Model No. 1 mit Stahlrahmen und verschoss im Gegensatz zu diesem Munition im Kaliber .32 (7,9 mm).
Der Smith & Wesson No. 2 Army genannte Revolver war eine größere Variante des Model 1½. Als sechsschüssiger Armeerevolver mit einer Lauflänge von 6 Zoll (Andere Lauflängen 5 Zoll, selten 8 und 10 Zoll) wurde er vor allem von Teilnehmern des Amerikanischen Bürgerkrieges als Nahverteidigungswaffe erworben. Zwischen 1861 und 1874 wurden insgesamt 77.155 Exemplare hergestellt.

### Revolver mit abklappbarem Lauf
Das System der Revolver mit aufklappbarem Lauf war für Berittene zum Nachladen ungeeignet. Deshalb wurde ein Revolver entwickelt, bei dem Lauf und Trommel zum Nachladen in einer Einheit abgekippt werden konnten, wobei gleichzeitig die abgeschossenen Hülsen ausgeworfen wurden. Um die Konkurrenz auszuschalten, erwarb Smith & Wesson bereits existierende Patente eines Systems zum Abkippen von Lauf und Trommel, eines Hülsenauswurfsystems sowie eines Systems zur Rotation der Trommel. Der daraufhin beantragte Patentschutz in den USA und im Vereinigten Königreich ging 1869 an Charles A. King, den damaligen Betriebsleiter bei S & W und maßgeblichen Entwickler der Smith & Wesson No 3 Revolver.
Die ersten der großkalibrigen Single Action-Kipplaufrevolver (USA Bezeichnung: Top break revolver) kamen im Mai 1870 auf den Markt. Später wurden auch kleinere Modelle dieser Revolver hergestellt und ab 1872 auch Double-Action Modelle entwickelt. Die letzten Smith & Wesson Double Action Kipplauf-Revolver, Taschenrevolver mit verdecktem Hahn wurden bis 1937 angeboten. Auf den Rahmen der Kipplaufrevolver wurden zwischen 1893 und 1923 Einzellader-Sportpistolen in verschiedenen Kalibern, hauptsächlich im Kaliber .22 hergestellt.

### Revolver mit Ausschwenktrommel
Gegen Ende des 19. Jahrhunderts begann Smith & Wesson mit der Entwicklung von Revolvern mit einteiligem geschlossenen Rahmen und fest eingeschraubtem Lauf. Einer der Gründe war die Einführung von Munition mit rauchlosem Pulver und höherer ballistischer Leistung. Das Resultat war der noch immer hergestellte Revolver mit seitlich ausschwenkbarer Trommel, wie er auch von der Firma Colt 1884 entwickelt wurde. Zum Nachladen wurde die Trommel ausgeschwenkt. Die leeren Hülsen wurden von Hand ausgeworfen, indem ein am vorderen Ende der Trommelachse liegender Stift zurückgedrückt wurde. Deshalb die Bezeichnung Hand Ejector.
- S & W Cal. .45 M1917, (U.S. Dienstrevolver im Kaliber .45 ACP und .45 Auto-Rim)
- S & W Model 27 und 28 .357 Magnum
- Smith & Wesson Model 25-2
- Modell 12 Airweight
- Model 19 Combat Magnum (erster leichter Revolver im Kaliber .357 Magnum)
- Model .38 Chief’s Special
- Smith & Wesson Model 29
- Model 547 (einziger Revolver für 9 mm Luger Patronen)
- Smith & Wesson Model 350
- Smith & Wesson Model 460
- Smith & Wesson Model 500
- Model 686
- Smith & Wesson Model Governor (erster Revolver für drei unterschiedliche Kaliber .45 ACP, .45 Colt und .410 Schrot)

| Rahmenbezeichnung Größenbeschreibung | J-frame (klein) | K-frame (mittel)                                                                            | L-frame (mittel-groß)                        | N-frame (groß) | X-frame (sehr groß)                                              | Z-frame (Verlängerter Rahmen und Trommel) |
| ------------------------------------ | --- | ------------------------------------------------------------------------------------------- | -------------------------------------------- | --- | ---------------------------------------------------------------- | ----------------------------------------- |
| Kaliber                              | .22 lfB .22 Magnum .38 Special .357 Magnum | .22 lfB .22 Magnum .38 Special .357 Magnum                                                  | .38 Special 9mm Luger .357 Magnum .44 Magnum | .38 Special 9mm Luger .45 Colt .45 ACP .357 Magnum 10mm Auto .44 Magnum .44 S&W Special                                                                                          | .45 Colt .454 Casull .350 Legend .460 S&W Magnum .500 S&W Magnum | .410 (Schrotpatrone) .45 Colt .45 ACP     |
| Modelle                              | S&W Model 36 S&W Model 43 S&W Model 60 S&W Model 63 S&W Model 317 S&W Model 340 S&W Model 351 S&W Model 360 S&W Model 442 S&W Model 637 S&W Model 638 S&W Model 640 S&W Model 642 S&W Model 649 | S&W Model 13 S&W Model 17 S&W Model 19 S&W Model 48 S&W Model 65 S&W Model 66 S&W Model 617 | S&W Model 686 S&W Model 69 S&W Model 986     | S&W Model 25 S&W Model 27 S&W Model 29 S&W Model 57 S&W Model 58 S&W Model 325 S&W Model 327 S&W Model 329 S&W Model 610 S&W Model 625 S&W Model 627 S&W Model 629 S&W Model 929 | S&W Model 350 S&W Model 460 S&W Model 500                        | S&W Model Governor                        |

### Pistolen
- Modell 39 (erste Double-Action-Pistole der USA)
- Modell 1006, Pistole im Kaliber 10 mm Auto
- Modell 1076, Pistole im Kaliber 10 mm Auto
- Modell 3913, Pistole im Kaliber 9 × 19 mm
- Smith & Wesson (M1911 S & W) Pistole im Kaliber .45 ACP
- Smith & Wesson Model SD9 VE, Günstige Einsteiger-Pistole im Kaliber 9 × 19 mm
- Smith & Wesson Model SD40 VE, Günstige Einsteiger-Pistole im Kaliber .40 S&W
- Smith & Wesson Model M&P Shield, Kunststoff-Pistole in div. Kalibern
- Smith & Wesson Model, M&P M2.0, Kunststoff-Pistole in div. Kalibern
- Smith & Wesson Model, M&P Bodyguard, Kunststoff-Pistole im Kaliber .380Auto

## Liste der Pistolenmodelle von  Smith & Wesson

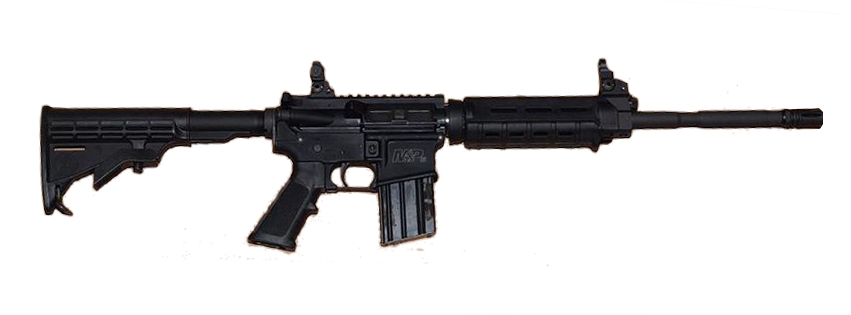
Smith & Wesson M&P15 mit Vorderschaft von Magpul

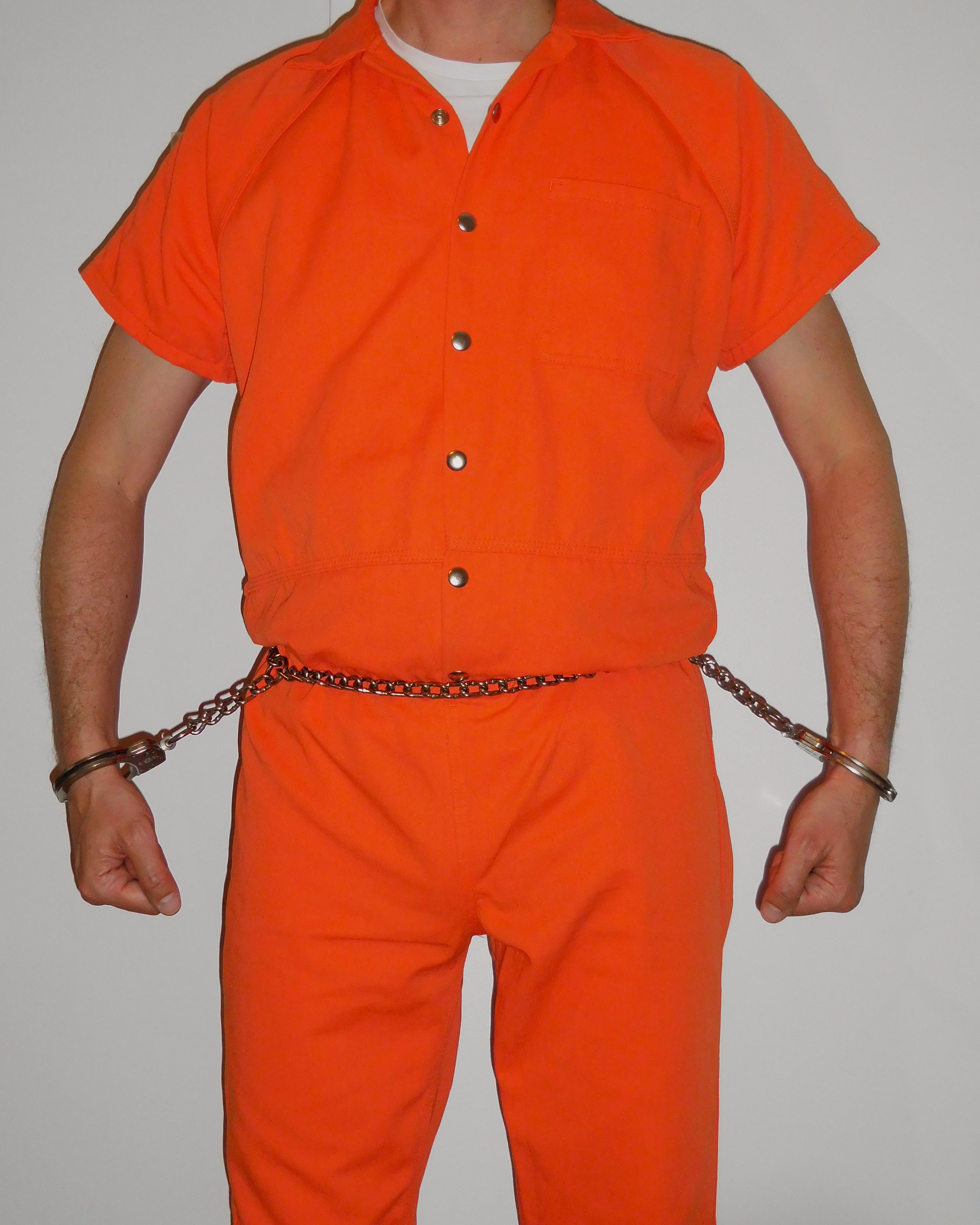
Gefangener in einer Smith-&-Wesson-M-1800-Bauchkette

| Modelle         | Generation | Kaliber         | Länge   | Lauflänge | Gewicht ungeladen | Kapazität |
| --------------- | ---------- | --------------- | ------- | --------- | ----------------- | --------- |
| 39              | 1          | 9 mm Parabellum | 19,2 cm | 10,2 cm   | 0,780 kg          | 8         |
| 41              | 1          | .22 lr          | 30,5 cm | 14 cm     | 1,300 kg          | 10        |
| 52              | 1          | 38 Special      | 12,5 cm | 20,2 cm   | 1,100 kg          | 5         |
| 59              | 1          | 9 mm Parabellum | 19,2 cm | 10,2 cm   | 0,870 kg          | 14        |
| 539             | 2          | 9 mm Parabellum | 18,9 cm | 10,2 cm   | 1,02 kg           | 8         |
| 459             | 2          | 9 mm Parabellum | 19,2 cm | 10,2 cm   | 0,880 kg          | 14        |
| 559             | 2          | 9 mm Parabellum | 19,2 cm | 10,2 cm   | 1,414 kg          | 14        |
| 659             | 2          | 9 mm Parabellum | 19,2 cm | 10,2 cm   | 1,414 kg          | 14        |
| 469             | 2          | 9 mm Parabellum | 17,5 cm | 8,9 cm    | 0,730 kg          | 12        |
| 639             | 2          | 9 mm Parabellum | 19,2 cm | 10,2 cm   | 0,780 kg          | 8         |
| 669             | 2          | 9 mm Parabellum | 17,5 cm | 8,9 cm    | 0,745 kg          | 12        |
| 457             | 2          | .45 ACP         | 18,4 cm | 9,5 cm    | 0,812 kg          | 7         |
| 645             | 2          | .45 ACP         | 22,5 cm | 12,7 cm   | 0,974 kg          | 8         |
| 745             | 2          | .45 ACP         | 21,9 cm | 12,7 cm   | 1,065 kg          | 8         |
| 908             | 2          | 9 mm Parabellum | 17,3    | 8,9 cm    | 0,670 kg          | 8         |
| 910             | 2          | 9 mm Parabellum | 18,7    | 10,1 cm   | 0,808 kg          | 10        |
| 915             | 2          | 9 mm Parabellum | 18,7    | 10,2 cm   | 0,790 kg          | 15        |
| 945             | 2          | .45 ACP         | 22,2 cm | 12,7 cm   | 1,176 kg          | 8         |
| 3904            | 3          | 9 mm Parabellum | 10 cm   | 19,5 cm   | 0,870 kg          | 8         |
| 3906            | 3          | 9 mm Parabellum | 10 cm   | 19,5 cm   | 1,006 kg          | 8         |
| 3913/3953       | 3          | 9 mm Parabellum | 17,1 cm | 8,9 cm    | 0,700 kg          | 8         |
| 5906/5946       | 3          | 9 mm Parabellum | 19 cm   | 10,2 cm   | 1,072 kg          | 10        |
| 5903/5943       | 3          | 9 mm Parabellum | 19 cm   | 10,2 cm   | 0,809 kg          | 10        |
| 4013/4053       | 3          | .40 SW          | 17,1 cm | 8,9 cm    | 0,750 kg          | 9         |
| 4006/4046       | 3          | .40 SW          | 19 cm   | 10,2 cm   | 1,058 kg          | 10        |
| 4003/4043       | 3          | .40 SW          | 19 cm   | 10,2 cm   | 0,800 kg          | 10        |
| 1006/1026/1046  | 3          | 10 mm Auto      | 22,5 cm | 12,7 cm   | 1,077/1,092 kg    | 9         |
| 1066/1076/1086  | 3          | 10 mm Auto      | 20 cm   | 10,2 cm   | 1,045 kg          | 9         |
| 4513/4553       | 3          | .45 ACP         | 19,6 cm | 9,5 cm    | 0,800 kg          | 7         |
| 4566/4586       | 3          | .45 ACP         | 20 cm   | 10,8 cm   | 1,094 kg          | 8         |
| 4563/4583       | 3          | .45 ACP         | 20 cm   | 10,8 cm   | 0,856 kg          | 8         |
| 1911 E-Series   | N          | .45 ACP         | 22,2 cm | 12,5 cm   | 1,120 kg          | 8         |
| Target Champion | N          | .45 ACP         | 22,2 cm | 12,5 cm   | 1,180 kg          | 8         |
| Target Champion | N          | 9 mm Parabellum | 22,2 cm | 12,5 cm   | 1,180 kg          | 14        |
| M&P M2.0        | neuste     | 9mmP            | 21 cm   | 12,7 cm   | 29 oz.            | 17        |
| M&P M2.0        | neuste     | 10mm auto       | 21 cm   | 11,7cm    | 29.3 oz.          | 15        |
| M&P Shield      | neuste     | 9mmP            | 18 cm   | 12,7 cm   | 20.9 oz.          | 8         |
| M&P Bodyguard   | neuste     | .380 Auto       | 13 cm   | 6,9 cm    | 12 oz.            | 6         |

### Selbstladegewehre
Smith & Wesson M&P15

### Schrotflinten
Smith & Wesson Modell 916
Smith & Wesson Modell 1000
Smith & Wesson Modell 3000
M&P Bullpup 12

### Maschinenpistole
Smith & Wesson Model 76

### Fesseln
Smith & Wesson stellt diverse Produkte zur Fesselung von Gefangenen oder Straftätern wie Handschellen, Fußfesseln und Bauchketten her.